# Delphinium aktoense
Delphinium aktoense är en ranunkelväxtart som beskrevs av Wen Tsai Wang. Delphinium aktoense ingår i släktet storriddarsporrar, och familjen ranunkelväxter. Inga underarter finns listade i Catalogue of Life.